# Film Stars Don't Die in Liverpool
Film Stars Don't Die in Liverpool is een Britse biografische dramafilm uit 2017 die geregisseerd werd door Paul McGuigan. De film is gebaseerd op de gelijknamige memoires van Peter Turner. De hoofdrollen worden vertolkt door Annette Bening en Jamie Bell.

## Verhaal
De film focust zich op de romance tussen de oudere Hollywoodactrice en femme fatale Gloria Grahame en de jonge Britse acteur Peter Turner. Wanneer de actrice ziek wordt, voelt Peter zich genoodzaakt om voor Gloria te zorgen. Hij brengt de Hollywoodster onder bij zijn familie in Liverpool.

## Rolverdeling
| Acteur           | Personage        |
| ---------------- | ---------------- |
| Annette Bening   | Gloria Grahame   |
| Jamie Bell       | Peter Turner     |
| Vanessa Redgrave | Jeanne McDougall |
| Julie Walters    | Bella Turner     |
| Kenneth Cranham  | Joe Turner       |
| Stephen Graham   | Joe Turner Jr.   |
| Frances Barber   | Joy              |
| Suzanne Bertish  | Fifi Oscard      |

## Productie
In 1987 schreef Peter Turner een boek over zijn romance met de oudere Hollywoodactrice Gloria Grahame. In mei 2016 raakte bekend dat de memoires zouden verfilmd worden met Annette Bening en Jamie Bell als hoofdrolspelers. Het project zou geleid worden door producente Barbara Broccoli en regisseur Paul McGuigan. Costume designer Jany Temime werd ingehuurd voor de kostuums.
De opnames voor de film gingen op 27 juni 2016 van start. Er werd gefilmd in Liverpool en Londen. Nadien verhuisden de opnames naar de Pinewood Studios, waar ze op 8 augustus 2016 afgerond werden.
Film Stars Don't Die in Liverpool ging op 1 september 2017 in première op het filmfestival van Telluride.